# 루체른 알멘트/메세역
루체른 알멘트/메세역(독일어: Bahnhof Luzern Allmend/Messe)은 스위스 루체른주 루체른에 있는 기차역이다. 도시의 남쪽에 있는 스위스포어아레나에 인접해 있다. 이 역은 첸트랄반 철도 회사의 브뤼닉선에 있으며 루체른-슈탄스-엥겔베르크선의 기차가 사용한다.

## 역사
역은 2012년 12월에 문을 열었으며 크린스-마텐호프역과 루체른역 접근로를 연결하는 터널에 위치해 있다. 터널은 덜 직접적인 표면 정렬을 대체하여 여러 혼잡한 수평 교차로를 폐지하고 복선로를 제공할 수 있다. 새로운 역은 연간 약 500,000명의 사람들이 인근 스포츠, 레저 및 전시 시설에 접근할 수 있도록 한다.

## 운행편
다음 서비스는 루체른 알멘트/메세에서 정차한다.
- 루체른 S-반 S4/S5 : 루체른과 헤르기스빌 간 15분 간격 운행 ; 헤르기스빌에서 30분마다 기스빌 또는 슈탄스까지, 매시간마다 볼펜쉬센까지 운행한다.

루체른 알멘트/메세는 또한 호르브 근처의 산업체에 서비스를 제공하는 트랙 2에서 화물을 받는다. 이 화물 운송은 표준 궤적이며 서비스 산업이 될 때까지 두 개의 주요 선로 중 하나에서 이중 궤간 선로를 사용해야 한다.